# 쿠로 토레스
크리스토발 에밀리오 "쿠로" 토레스 루이스(스페인어: Cristóbal Emilio "Curro" Torres Ruiz, 1976년 12월 27일, 노르트라인베스트팔렌 주 알렌 ~)는 스페인의 전 축구 선수로 선수 시절 우측 수비수로 활약했으며, 현재 감독이다.
현역 시절, 그는 수 차례 부상으로 말년을 보냈는데, 주로 발렌시아에서 활약하며 2차례 라 리가 우승을 거두었고, (발렌시아 1군 소속으로 119경기 출전해 1골을 넣었다) 2004년 UEFA컵 우승도 거두었다. 그는 스페인 국가대표로 2002년 FIFA 월드컵에 참가하였다.
토레스는 2014년에 감독일에 입문하여, 3년 동안 발렌시아 B를 지휘했다.

## 유년 시절
토레스는 서독 노르트라인베스트팔렌 주 알렌 출신이다. 그의 부모는 그라나다 사람으로, 취업을 목적으로 독일로 이민했다.
쿠로 토레스가 아직 신생아였을 당시, 그의 가족은 스페인에 복귀해 카탈루냐에 정착했다.

## 클럽 경력

### 발렌시아
토레스가 현역 데뷔한 곳은 그라메네트로, 1997년에 발렌시아로 둥지를 옮겼다. 그는 2시즌 동안 2군 소속으로 활약하다가 레크레아티보와 테네리페로 이후 각각 1년씩 2년 임대 생활을 보냈다. 후자의 경우 미스타, 루이스 가르시아와 함께 라파엘 베니테스의 지도를 받아 카나리아 제도 연고 구단의 주축 선수로 활약하였고, 라 리가 승격의 주역이 되었다.
토레스는 이후 발렌시아에 복귀하여 또다시 베니테스의 지도를 받게 되었는데, 라 리가를 2차례와 2003-04년 UEFA컵을 우승한 주역이 되었다. 그러나, 2005년을 기점으로, 그는 자주 부상을 당하여 활약에 차질을 빚었고, 2006-07 시즌에 에밀리아노 모레티가 본의 아니게 빠지면서 좌측 수비수로 17경기 출전했다.
2007-08 시즌, 토레스는 1부 리그 승격 새내기 무르시아로 임대되었는데, 그의 고질적인 부상 문제가 수면으로 떠오르면서 2경기 출장에 그쳤다.
무르시아의 강등으로 발렌시아에 복귀한 토레스는 2008-09 시즌에 미드필더인 헷비허스 마뒤로가 미겔의 후보로 기용되면서 UEFA컵 2경기 출전하는데 그쳤고, 2009년 6월에 동지(Che)를 떠나게 되었다.

### 말년
2009년 7월 27일, 토레스는 세군다 디비시온의 짐나스틱에 입단하였으나, 2009-10 시즌에 한 경기(리그는 물론 코파 델 레이 경기도 포함하여)도 출전하지 못했고, 나스틱(Nàstic)은 18위로 리그를 마쳤다. 그 다음 시즌 1월, 구단이 보르하 비게라와 알렉스 베르간티뇨스를 임대로 영입하면서, 34세 쿠로 토레스의 계약은 해지되었다.

## 국가대표팀
발렌시아에서의 꾸준한 활약을 바탕으로, 토레스는 2001년 11월 14일에 우엘바에서 열린 멕시코와의 친선경기에 스페인 국가대표팀 데뷔전을 치렀고, 2002년 FIFA 월드컵에 스페인 선수단 일원으로 참가해 남아프리카 공화국과의 조별 리그 경기에 출전했었다.

## 감독 경력
2014년 4월 7일, 토레스는 거의 5년 만에 발렌시아로 복귀해 세군다 디비시온 B의 2군 감독으로 취임했다. 2017년, 그는 소속 구단을 플레이오프전까지 끌고 갔지만, 알바세테에 패해 탈락했다.
2017년 7월 2일, 토레스는 로르카의 감독으로 취임했다. 12월 17일, 로르카가 강등권으로 처지면서, 그는 해임되었다.
토레스는 2018년 9월 20일에 크로아티아 1부 리그의 이스트라 1961의 감독이 되었지만, 취임 1달 만에 구단을 떠났다.
11월 19일, 그는 경질된 호세 라몬 산도발을 이어 코르도바의 새 감독이 되었지만, 2019년 2월 25일에 당시 기준으로 2부 리그 구단들 중 최저인 승점 10점을 획득하는 데 그쳐 해임되었다.
2019년 12월 27일, 토레스는 해임된 엘로이 히메네스를 대신하여 2부 리그의 루고의 감독이 되었다. 그는 6달 후, 소속 구단이 뒤에서 2위의 처참한 성적을 기록하는 와중에 경질당했다.

## 감독 통계
2020년 6월 28일 기준
| 구단          | 국적       | 취임             | 해임             | 기록 | 기록 | 기록 | 기록 | 기록 | 기록 | 기록 | 기록  | 주     |
| 구단          | 국적       | 취임             | 해임             | 전   | 승   | 무   | 패   | 득   | 실   | 차   | 율 %  | 주     |
| ------------- | ---------- | ---------------- | ---------------- | ---- | ---- | ---- | ---- | ---- | ---- | ---- | ----- | ------ |
| 발렌시아 B    | 스페인     | 2014년 4월 7일   | 2017년 7월 2일   | 127  | 52   | 34   | 41   | 168  | 140  | +28  | 40.94 | [ 21 ] |
| 로르카        | 스페인     | 2017년 7월 2일   | 2017년 12월 17일 | 20   | 4    | 4    | 12   | 18   | 30   | −12  | 20.00 | [ 22 ] |
| 이스트라 1961 | 크로아티아 | 2018년 9월 20일  | 2018년 10월 28일 | 6    | 2    | 1    | 3    | 12   | 14   | −2   | 33.33 | [ 23 ] |
| 코르도바      | 스페인     | 2018년 11월 19일 | 2019년 2월 25일  | 14   | 2    | 4    | 8    | 17   | 25   | −8   | 14.29 | [ 24 ] |
| 루고          | 스페인     | 2019년 12월 27일 | 2020년 6월 29일  | 15   | 4    | 4    | 7    | 10   | 18   | −8   | 26.67 | [ 25 ] |
| 합계          | 합계       | 합계             | 합계             | 182  | 64   | 47   | 71   | 225  | 227  | −2   | 35.16 | —      |

## 수상
발렌시아
- 라 리가: 2001–02, 2003–04
- 코파 델 레이: 1998–99
- UEFA컵: 2003–04
- UEFA 슈퍼컵: 2004
- UEFA 인터토토컵: 1998

## 같이 보기
- 해외 출신 스페인 축구 국가대표팀 선수 목록